# Luzula novae-cambriae
Luzula novae-cambriae är en tågväxtart som beskrevs av Michel Gandoger. Luzula novae-cambriae ingår i Frylesläktet som ingår i familjen tågväxter. Inga underarter finns listade i Catalogue of Life.

## Bildgalleri

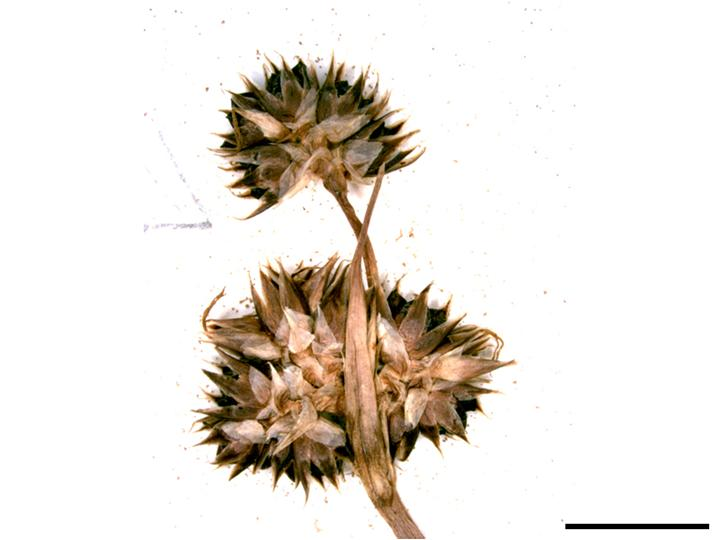